# The Revenue Man and the Girl
The Revenue Man and the Girl é um filme mudo norte-americano de 1911 em curta-metragem, do gênero drama, dirigido por D. W. Griffith.

## Elenco
- Edwin August
- Dorothy West
- Mabel Normand
- Marion Sunshine